# Cal Bep Vell
Cal Bep Vell és una masia del municipi d'Avià inclosa en l'Inventari del Patrimoni Arquitectònic de Catalunya.

## Descripció
Masia orientada cap a migdia i voltada de camps de conreu i coberts per al bestiar. El seu aspecte original s'ha vist alterat per diverses modificacions com el cos davanter que es construí. Aquest té quatre pilars de pedra deixada a la vista que s'obrien a la part de dalt deixant lloc a grans assecadors amb una barana de fusta. També s'hi afegí un cos lateral, allargant un vessant de la teulada. Així, avui és una coberta a dues aigües amb teula àrab però un dels vessants és de majors dimensions, donant certa sensació de descompensació a l'espectador.
Els quatre pilars remarquen l'antiga estructura clàssica de la masia, amb tres crugies i quatre parets mestres. L'era queda tancada parcialment amb una paret de pedra. Actualment la casa mostra un aspecte heterogeni degut als diversos moments constructius, així el primer moment es caracteritza per l'ús de pedra i fusta a les baranes i més tard s'ha introduït el maó i l'arrebossat.

## Història
En les seves terres s'hi edificà el mas anomenat Cal Bep nou, el 1910.